# Иосиф Болгаринович
Митрополит Иосиф I (в миру Иоанн Болгаринович; ум. 1501) — митрополит Киевский, Галицкий и всея Руси.

## Биография
Иосиф происходил из древней боярской семьи, которая, согласно традиции, прибыла из Болгарии, видимо во времена митрополита Григория Цамблака. Свояк литовско-русского канцлера Сапеги. Принадлежал к той ветви рода, которая употребляла прозвище Скандерберг. Был связан с семьями князей Друцких, Ходкевичами. Его брат Роман был секретарем Казимира Ягеллончика. Имение семьи расположено на территории Слуцкого княжества.
Вступил в орден василиян, где получил имя Иосиф (в крещении — Иоанн). Княгиня Анна — вдова старченого князя Александра Олельковича, виленского воеводы, от имени малолетнего сына Семёна подала Иосифа на игуменство монастыря Святой Троицы в Слуцке, впервые упомянутый им в 1487 году. В 1488 году как архимандрит того монастыря принимал участие в соборе, который избрал Киевским митрополитом Иону Глезну; как единогласно избран делегат собора и посол Казимира Ягеллончика уехал в Царьград, где получил утверждение патриарха Нифонта для него. В 1493 году стал местоблюстителем Смоленского епископа, в начале 1494 стал епископом Смоленским.
В это время он проявил заинтересованность в унии, чем завоевал к себе симпатии короля польского, великого князя Александра Казимировича. Вероятно, под влиянием короля, 30 мая 1498 года собор избрал его, определенного великим князем Александром, местоблюстителем (электом)-митрополитом Киевским, Литовским, всея Руси. 20 марта 1499 года великий князь Александр утвердил на просьбу митрополита Иосифа права, записанные в т. н. «Свитке Ярослава», которые до разделов Речи Посполитой были основой деятельности Русской Церкви. Так были отменены большинство поправок Казимира Ягеллончика. Акт патриарха Иоахима для Иосифа привез Авраам, скорее всего, автор хроники, известной как «Летопись Авраамки». 10 мая 1500 года после благословения Константинопольского патриарха поставлен митрополитом Киевским, Галицким и всея Руси, с сохранением за ним Смоленской епархии.
Обращался к патриарху Константинопольскому Нифонту с запросом относительно Флорентийского собора. На что патриарх ему ответил: «держи, брат, Флорентийскую унию в обряде своих отцов». Под влиянием короля Александра Иосиф склонял в католичество и королеву Елену Ивановну, дочь Великого Князя Московского Ивана III. Имел отношения с Папой Римским Александром VI, которому писал послание и изъявлял готовность принять унию.
На просьбу преосвященного Иосифа, король Александр 20 марта 1499 года подтвердил неприкосновенность церковного имущества и неоспоримость церковного суда.
Митрополит Иосиф перед смертью тяжело болел и умер в 1501 году.